# Manuel Urrutia Lleó
Manuel Urrutia Lleó (8 tháng 12 năm 1901 – 5 tháng 7 năm 1981) là luật sư và chính khách người Cuba theo chủ nghĩa tự do. Ông ra sức vận động chống lại chính phủ Gerardo Machado và nhiệm kỳ tổng thống độc tài thứ hai của Fulgencio Batista trong thập niên 1950, trước khi trở thành tổng thống trong chính quyền cách mạng năm 1959. Urrutia đã từ chức chỉ sau bảy tháng, do một loạt tranh chấp với nhà lãnh đạo cách mạng Fidel Castro, và di cư sang Mỹ ngay sau đó.

## Thân thế
Sinh trưởng tại Yaguajay, Las Villas, Cuba, Urrutia là một nhân vật lãnh đạo trong phong trào kháng chiến dân sự chống lại chính quyền Fulgencio Batista trong Cách mạng Cuba. Ông là sự lựa chọn được thống nhất cho vị trí tổng thống tương lai trong Phong trào 26 tháng 7 của Fidel Castro ngay từ tháng 4 năm 1958.
Năm 1957, ông đã chủ trì phiên tòa xét xử một vụ án mà các thành viên của phong trào bị buộc tội "hoạt động chống chính phủ". Ông phán quyết rằng các bị cáo đã hành động trong phạm vi quyền hạn của họ.
Một năm sau, ông đến thăm nước Mỹ để giành được sự ủng hộ cho cuộc cách mạng, vận động hành lang thành công để ngừng vận chuyển vũ khí cho quân đội của Batista. Người ta cho rằng việc lựa chọn Urrutia, một người theo chủ nghĩa tự do có học thức và theo đạo Thiên Chúa, làm tổng thống thì được phía Mỹ hoan nghênh hơn.

## Nhiệm kỳ tổng thống
Cách mạng Cuba giành thắng lợi vào ngày 1 tháng 1 năm 1959, và Urrutia trở về từ nơi lưu vong ở Venezuela để tới cư trú tại dinh tổng thống. Chính phủ cách mạng mới của ông chủ yếu bao gồm các cựu binh chính trị Cuba và thành phần theo chủ nghĩa tự do ủng hộ doanh nghiệp, bao gồm cả José Miró, vừa được bổ nhiệm làm thủ tướng.
Sau khi lên nắm quyền, Urrutia nhanh chóng bắt đầu một chương trình đóng cửa tất cả các nhà thổ, cửa hàng cờ bạc và xổ số quốc gia, với lý do những thứ này từ lâu đã gây ảnh hưởng làm tha hóa nhà nước. Các biện pháp này ngay lập tức vấp phải sự phản đối từ lực lượng lao động đông đảo có liên quan. Castro, lúc đó đang là tư lệnh lực lượng vũ trang mới của Cuba, bày tỏ thái độ không đồng tình bèn can thiệp nhằm hoãn thực thi lệnh này cho đến khi nào tìm được công việc thay thế.
Những bất đồng cũng nảy sinh trong chính phủ mới liên quan đến việc cắt giảm lương, được áp dụng cho tất cả các viên chức nhà nước theo yêu cầu của Castro. Các khoản cắt giảm gây tranh cãi bao gồm việc giảm mức lương tổng thống 100.000 đô la một năm mà Urrutia thừa hưởng từ Batista. Đến tháng 2, sau khi Miró bất ngờ từ chức, Castro đã đảm nhận chức thủ tướng; điều này giúp củng cố quyền lực của ông và khiến Urrutia ngày càng trở thành vị tổng thống bù nhìn. Khi sự can dự của Urrutia vào quá trình lập pháp suy giảm, các tranh chấp chưa được giải quyết khác giữa hai nhà lãnh đạo tiếp tục trở nên trầm trọng hơn. Niềm tin của ông vào việc khôi phục các cuộc bầu cử đã bị Castro bác bỏ, vì cảm thấy rằng chúng báo hiệu sự trở lại của thể chế cũ vốn gây mất uy tín của các đảng phái tham nhũng và bỏ phiếu gian lận đánh dấu kỷ nguyên Batista.
Urrutia sau đó bị tờ báo Avance tố cáo mua lại một biệt thự sang trọng, được mô tả là sự phản bội phù phiếm đối với cuộc cách mạng và dẫn đến sự phản đối của công chúng. Ông phủ nhận cáo buộc và ra lệnh khởi tố tờ báo để đáp trả. Câu chuyện này càng làm gia tăng căng thẳng giữa các phe phái khác nhau trong chính phủ, mặc dù Urrutia khẳng định công khai rằng ông "hoàn toàn không có bất kỳ bất đồng nào" với Fidel Castro. Urrutia đã cố gắng tách chính phủ Cuba (bao gồm cả Castro) khỏi ảnh hưởng ngày càng tăng của phần tử Cộng sản trong chính quyền, đưa ra một loạt bình luận chỉ trích công khai chống lại nhóm sau. Mặc dù Castro không công khai tuyên bố bất kỳ mối quan hệ nào với những người cộng sản Cuba, Urrutia đã tuyên bố là một người chống Cộng vì họ đã từ chối ủng hộ cuộc nổi dậy chống lại Batista, tuyên bố trong một cuộc phỏng vấn, "Nếu người dân Cuba nghe theo những lời đó, chúng ta vẫn có Batista bên mình ... và tất cả những tên tội phạm chiến tranh khác hiện đang bỏ trốn".

### Nội các năm 1959
Manuel Urrutia Lleó đứng ra thành lập Nội các mới như sau:
- Thủ tướng: José Miró Cardona
- Quốc vụ khanh: Roberto Agramonte
- Bộ trưởng Bộ Ngân khố: Raúl Chibás
- Bộ trưởng Bộ Tư pháp: Ángel Fernández Rodríguez
- Bộ trưởng Bộ Y tế: Julio Martínez Páez
- Bộ trưởng Bộ Thương mại: Raul Cepero Bonilla
- Bộ trưởng Bộ Lao động: Manuel Fernández García
- Bộ trưởng Bộ Giáo dục: Armando Hart
- Bộ trưởng Chính phủ: Luis Orlando Rodríguez (Cuban)
- Bộ trưởng Bộ Công chính: Manuel Ray Rivero
- Bộ trưởng Bộ Nông nghiệp: Humberto Sorí Marin
- Bộ trưởng Bộ Thu hồi Tài sản Bị biển thủ: Faustino Pérez Hernández
- Bộ trưởng Bộ Quốc phòng: Augusto R. Martínez Sánchez
- Bộ trưởng Bộ Truyền thông: Enrique Oltuski Ozacki
- Bộ trưởng Bộ Phúc lợi Xã hội: Elena Mederos
- Bộ trưởng Hội đồng Kinh tế Quốc gia: Regino Boti Leon
- Chủ tịch Ngân hàng Quốc gia Cuba: Felipe Pazos Roque
- Thư ký Tổng thống và Hội đồng Bộ trưởng: Luis M. Buch Rodríguez
- Tư lệnh Hải quân: Gasper Brooks Avella
- Tham mưu trưởng Lục quân: Đại tá Jose M. Rego Rubido
- Cảnh sát trưởng Quốc gia: Efigenio Ameijeiras
- Chủ tịch Tòa án Tối cao: Emilio Menéndez Menéndez
- Công tố viên Tòa án Tối cao: Felipe Luaces Sebrago
- Đại sứ tại Liên Hợp Quốc: Adis C. Garcia
- Đại sứ tại Hoa Kỳ: Ernesto Dihigo
- Tướng Đại diện Tổng thống các Lực lượng Vũ trang và Lãnh đạo Tối cao của Phong trào 26 tháng 7: Fidel Castro[cần dẫn nguồn]

### Từ chức tổng thống
Ngày 17 tháng 7 năm 1959, Conrado Bécquer, lãnh đạo công nhân mía đường, yêu cầu Urrutia từ chức. Bản thân Castro đã từ chức Thủ tướng Cuba để phản đối, nhưng sau ngày hôm đó lại xuất hiện trên truyền hình để đưa ra lời tố cáo dài dòng về Urrutia, tuyên bố rằng Urrutia "làm phức tạp" chính phủ, và rằng "chủ nghĩa chống cộng sốt sắng" của ông đang gây ra tác động bất lợi. Ý kiến của Castro đã nhận được sự ủng hộ rộng rãi khi đám đông có tổ chức vây quanh dinh tổng thống yêu cầu Urrutia từ chức, và sự từ chức của ông đã được chính phủ chấp nhận. Ngày 23 tháng 7, Castro tiếp tục giữ chức thủ tướng và bổ nhiệm Osvaldo Dorticós làm tổng thống mới.

## Hậu Cách mạng Cuba
Sau khi rời khỏi chức vụ tổng thống, Urrutia bèn xin tị nạn tại đại sứ quán Venezuela trước khi định cư tại Queens, New York, Mỹ. Ông làm giáo sư đại học cho đến khi qua đời vào năm 1981, tại Queens, New York.